# Brent Goulet
Brent Goulet (Cavalier, 19 giugno 1964) è un allenatore di calcio, ex calciatore ed ex giocatore di calcio a 5 statunitense.

## Carriera
Come calciatore, ha partecipato con la nazionale olimpica statunitense al torneo di calcio ai Giochi della XXIV Olimpiade a Seul, e successivamente alle qualificazioni positive a Italia '90 pur non venendo selezionato per prendere parte alla fase finale. Inoltre, ha disputato il FIFA Futsal World Championship 1989 concluso dalla nazionale maschile di calcio a 5 degli Stati Uniti d'America al terzo posto.

## Palmarès

### Individuale
- U.S. Soccer Athlete of the Year: 1

1987